# Nomada mitchelli
Nomada mitchelli är en biart som beskrevs av Cockerell 1911. Nomada mitchelli ingår i släktet gökbin, och familjen långtungebin. Inga underarter finns listade i Catalogue of Life.